# Uzelia setifera
Uzelia setifera är en urinsektsart som beskrevs av Karel Absolon 1901. Uzelia setifera ingår i släktet Uzelia och familjen Isotomidae. Inga underarter finns listade i Catalogue of Life.